# Sarandë (huyện)
Sarandë là một quận thuộc hạt Vlorë, Albania. Quận này có diện tích 730 km² và dân số năm 2002 là 35235 người, mật độ 48 người/km².